# Akira Iida
Akira Iida (jap. 飯田章 Iida Akira; ur. 18 grudnia 1969 roku w Sagamihara) – japoński kierowca wyścigowy.

## Kariera
Iida rozpoczął karierę w wyścigach samochodowych w 1993 roku od startów w klasie 1 All Japan Touring Car Championship, gdzie raz zwyciężał i pięciokrotnie stawał na podium. Z dorobkiem 106 punktów uplasował się na trzeciej pozycji w klasyfikacji generalnej. W późniejszych latach pojawiał się także w stawce 24-godzinnego wyścigu Le Mans, Japońskiej Formuły 3000, All-Japan GT Championship, Japanese Touring Car Championship, Formuły 3000, Formuły Nippon, Super GT Japan, 24h Nürburgring, City of Dreams Macau GT Cup, Asian Le Mans Series oraz GT Asia.
W Formule 3000 Japończyk wystartował w dziesięciu wyścigach sezonu 1996 z brytyjską ekipą Nordic Racing. Nigdy jednak nie zdobył punktów. Został sklasyfikowany na 21. miejscu w końcowej klasyfikacji kierowców.